# Giōrgos Mītsimponas
Giōrgos Mītsimponas (in greco: Γιώργος Μητσιμπόνας; Tsaritsani, 1º gennaio 1962 – Giannouli, 13 settembre 1997) è stato un calciatore greco, di ruolo difensore.

## Carriera

### Club
La sua carriera è legata alle maglie di AE Larissa, PAOK e Olympiakos Pireo nel massimo campionato greco in cui ha disputato 413 partite e 43 gol (38 gol in 344 partite con il Larissa). Dal 1984 al 1996 è stato uno dei protagonisti della nazionale di calcio greca (27 presenze e un gol). 
In carriera ha vinto un campionato greco (1988) e due Coppe di Grecia.
In seguito alla retrocessione del Larissa nel 1996 Mitsibonas lascia la sua storica squadra e si trasferisce nella terza divisione greca nell'AE Tirnavos. Il 13 settembre 1997 quando si accingenva ad iniziare il suo secondo campionato con il Tirnavos muore tragicamente in un incidente stradale a 3 km da Larissa, nella stessa curva dove nell'anno precedente aveva perso la vita anche un altro calciatore e suo compagno di squadra, Lefteris Milos.

### Nazionale
Tra il 1984 ed il 1996 ha totalizzato complessivamente 27 presenze ed una rete con la nazionale greca.

## Palmarès

### Club

#### Competizioni nazionali
- Campionato greco: 1

Larissa: 1987-1988
- Coppa di Grecia: 2

Larissa: 1984-1985
Olympiakos: 1991-1992